# Gobernación de Ajlun
La gobernación de Ajlun (en árabe: محافظة عجلون) es una de las doce gobernaciones de Jordania, localizada al norte de Amán, la ciudad capital de Jordania.
La gobernación se encuentra dividida en dos áreas:
- 1. Ajlun
- 2. Kofranjah

Ajlun tiene una superficie de 412 km² que son habitados por una población de 118.496 personas.

## Historia
Ajlun tiene una de las ciudades más hermosas en Jordania, y es famosa por su castillo (Castillo de Ajlun), el nombre anterior era Qal'at Salah Ad-Dein. El castillo fue construido como una guarnición para proteger la geografía Ajlun durante las cruzadas. Después de las Cruzadas, el castillo se hizo una casa para las familias (Predominantemente Al—Qudah (AIN JANA) y familias Al—Smadi y Al—Rbadhi) quienes vivieron en los alrededores del castillo.

## Clima
Ajlun es conocido por su elevación por sobre el nivel del mar, que lo hace una de las gobernaciones más frías en Jordania, con la temperatura media máxima durante enero 8.2, y el mínimo hace un promedio de la temperatura 2.8. La nieve es común en el invierno.

## Ciudades y Pueblos
La ciudad más importante es la ciudad de Ajlun (capital de la gobernación), luego la siguen estos pueblos y ciudades: Ain Janna, Kufranji, Anjara, Sakhra, Ibbeen y Hashmieh.
- Datos: Q506658